# U-Bahnhof Sendlinger Tor
Der U-Bahnhof Sendlinger Tor im Süden der Münchner Altstadt ist eine Station der U-Bahn München. Der U-Bahnhof ist neben dem Hauptbahnhof und dem Odeonsplatz ein Verkehrsknotenpunkt des Münchner Nahverkehrs, an dem sich die Stammstrecke 1 und die Stammstrecke 2 der U-Bahn kreuzen. Dort treffen sich die U-Bahn-Linien U1, U2, U3, U6, U7 und U8 sowie die Straßenbahnlinien 16, 17, 18, 27 und 28. Stand 2019 nutzen etwa 150 000 Menschen täglich den U-Bahnhof Sendlinger Tor.

## U-Bahnhof

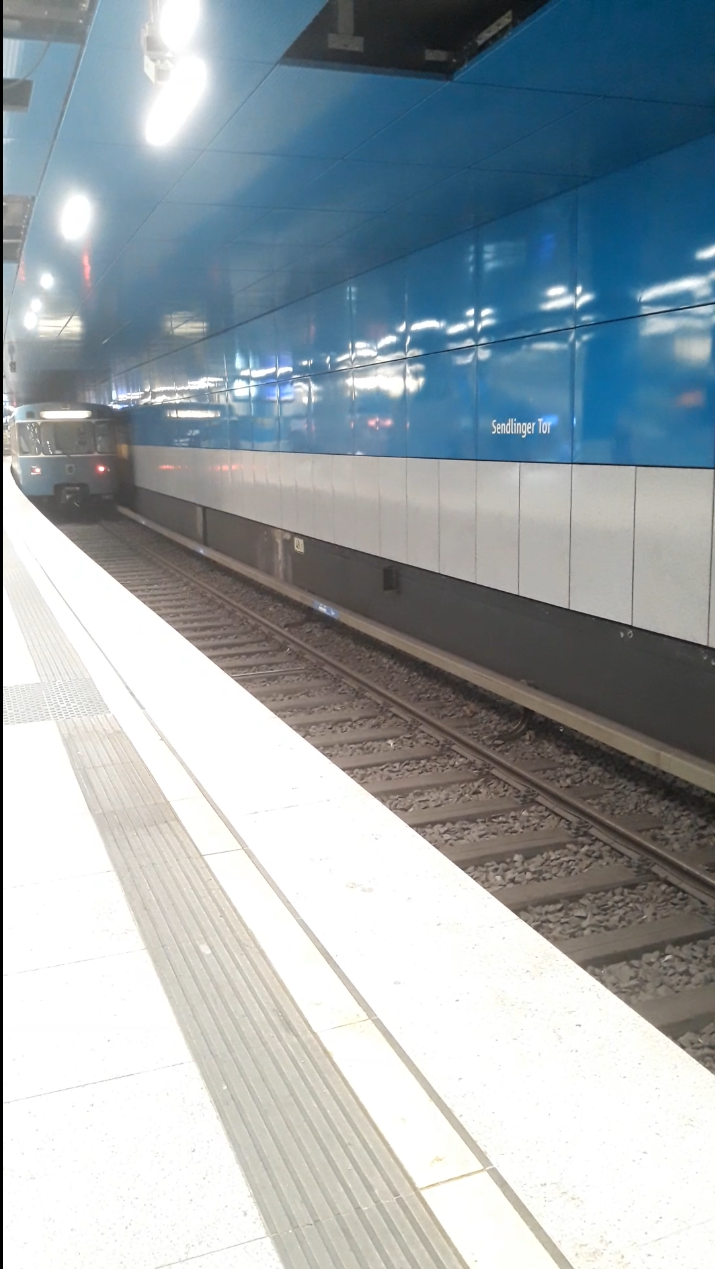
U-Bahnhof Sendlinger Tor, obere Ebene (2023)

### Obere Ebene (U3 und U6)
Der Bahnhof Sendlinger Tor der U3 und U6 gehört zu den ältesten Stationen im Streckennetz. Er wurde zusammen mit der ersten Münchner U-Bahn-Strecke am 19. Oktober 1971 eröffnet.
Säulen und Wandverkleidungen entsprechen der zu dieser Zeit eingesetzten einheitlichen, sachlichen Gestaltung. Die Wandpaneele sind in Gelbbraun gehalten und weisen den blauen Streifen der Stammstrecke der U3 und U6 auf. Die Säulen auf dem Bahnsteig sind in der Erkennungsfarbe Hellblau gefliest. Am südlichen Ende und in der Mitte befinden sich Aufgänge zum Zwischengeschoss. Die Bahnsteige der U1, U2, U7 und U8 erreicht man über Rolltreppen, die unterhalb der mittleren Treppen angeordnet sind. Der Aufzug am nördlichen Bahnsteigende führt nur bis ins Zwischengeschoss und wurde erst nachträglich eingebaut.
Die nächste Haltestelle Richtung Norden ist Marienplatz. Unmittelbar südlich des Bahnhofs befindet sich eine Kehranlage, in der die Verstärkerzüge Richtung Fußballstadion und Olympiazentrum wenden. An deren Ende beginnt der 1938–1941 errichtete Lindwurmtunnel zum Goetheplatz, der noch heute befahren wird. Er wurde im Zweiten Weltkrieg zunächst als Luftschutzbunker und danach zur Champignonzucht zweckentfremdet.

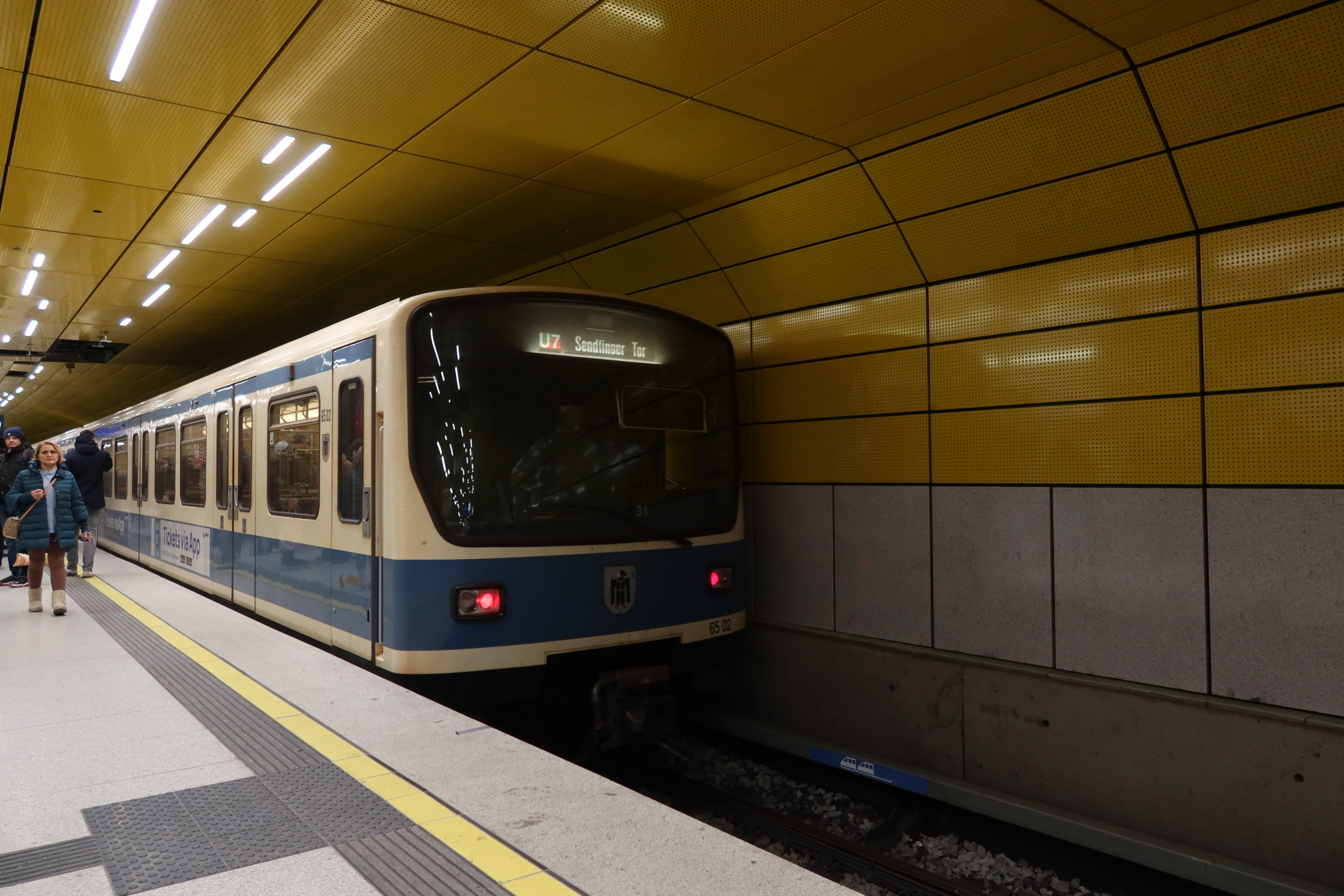
U-Bahnhof Sendlinger Tor, untere Ebene (2023)

| Linie | Linienverlauf |
| ----- | --- |
| U3    | Moosach – (797 m) – Moosacher St.-Martins-Platz – (880 m) – Olympia-Einkaufszentrum – (1416 m) – Oberwiesenfeld – (1061 m) – Olympiazentrum – (944 m) – Petuelring – (832 m) – Scheidplatz – (793 m) – Bonner Platz – (1042 m) – Münchner Freiheit – (579 m) – Giselastraße – (744 m) – Universität – (788 m) – Odeonsplatz – (640 m) – Marienplatz – (884 m) – Sendlinger Tor – (843 m) – Goetheplatz – (677 m) – Poccistraße – (624 m) – Implerstraße – (849 m) – Brudermühlstraße – (1149 m) – Thalkirchen – (1129 m) – Obersendling – (785 m) – Aidenbachstraße – (782 m) – Machtlfinger Straße – (1195 m) – Forstenrieder Allee – (808 m) – Basler Straße – (936 m) – Fürstenried West |
| U6    | Garching-Forschungszentrum – (2560 m) – Garching – (1827 m) – Garching-Hochbrück – (4208 m) – Fröttmaning – (830 m) – Kieferngarten – (1431 m) – Freimann – (1087 m) – Studentenstadt – (660 m) – Alte Heide – (740 m) – Nordfriedhof – (813 m) – Dietlindenstraße – (712 m) – Münchner Freiheit – (579 m) – Giselastraße – (744 m) – Universität – (788 m) – Odeonsplatz – (640 m) – Marienplatz – (884 m) – Sendlinger Tor – (843 m) – Goetheplatz – (677 m) – Poccistraße – (624 m) – Implerstraße – (1236 m) – Harras – (837 m) – Partnachplatz – (760 m) – Westpark – (1084 m) – Holzapfelkreuth – (1050 m) – Haderner Stern – (1097 m) – Großhadern – (731 m) – Klinikum Großhadern   |

### Untere Ebene (U1, U2, U7 und U8)
Der Bahnhof mit dem Kürzel „SU“ wurde bei der Eröffnung der U-Bahn-Strecke vom Scheidplatz nach Neuperlach Süd am 18. Oktober 1980 für den Verkehr freigegeben.
Die U1, U2, U7 und U8 unterqueren in Nordwest-Südost-Richtung den Bahnhof der U3 und U6. Die Bahnsteige für jede Richtung befinden sich in einer nach innen aufgeweiteten Tunnelröhre. Direkt unter der Trasse der oberen Ebene befindet sich ein Querbahnsteig, in den die Treppenanlagen aus der oberen Ebene münden. Ein seitlich angeordnetes Treppenhaus führt direkt ins Zwischengeschoss. Der Bahnhof ist im Vergleich zur oberen Ebene in grellerem Gelbton gehalten und hat an der Wand hinter den Gleisen den roten Streifen der Stammstrecke der U1 und U2. Der nächste Bahnhof Richtung Nordwesten ist Hauptbahnhof, wo Anschluss zur S-Bahn und zum Fernverkehr besteht. Richtung Südosten ist der anschließende Bahnhof Fraunhoferstraße. Ebenso wie auf der oberen Ebene können Züge aus Richtung Norden kommend (aktuell von der Verstärkerlinie U8) über eine Kehranlage wenden.
Die seit dem 12. Dezember 2011 verkehrende Verstärkungslinie U7 fährt nur in der Hauptverkehrszeit. Seit dem 15. Dezember 2013 endet am Sendlinger Tor samstags die Verstärkerlinie U8 aus Richtung Olympiazentrum.
| Linie | Linienverlauf |
| ----- | --- |
| U1    | Olympia-Einkaufszentrum – (625 m) – Georg-Brauchle-Ring – (788 m) – Westfriedhof – (830 m) – Gern – (1007 m) – Rotkreuzplatz – (1102 m) – Maillingerstraße – (878 m) – Stiglmaierplatz – (1071 m) – Hauptbahnhof – (905 m) – Sendlinger Tor – (746 m) – Fraunhoferstraße – (1116 m) – Kolumbusplatz – (898 m) – Candidplatz – (692 m) – Wettersteinplatz – (585 m) – St.-Quirin-Platz – (923 m) – Mangfallplatz |
| U2    | Feldmoching – (1065 m) – Hasenbergl – (631 m) – Dülferstraße – (1112 m) – Harthof – (962 m) – Am Hart – (1010 m) – Frankfurter Ring – (657 m) – Milbertshofen – (1094 m) – Scheidplatz – (1103 m) – Hohenzollernplatz – (756 m) – Josephsplatz – (513 m) – Theresienstraße – (730 m) – Königsplatz – (583 m) – Hauptbahnhof – (905 m) – Sendlinger Tor – (746 m) – Fraunhoferstraße – (1116 m) – Kolumbusplatz – (711 m) – Silberhornstraße – (553 m) – Untersbergstraße – (654 m) – Giesing – (1280 m) – Karl-Preis-Platz – (868 m) – Innsbrucker Ring – (1576 m) – Josephsburg – (978 m) – Kreillerstraße – (1207 m) – Trudering – (959 m) – Moosfeld – (1683 m) – Messestadt West – (925 m) – Messestadt Ost |
| U7    | Olympia-Einkaufszentrum – (625 m) – Georg-Brauchle-Ring – (788 m) – Westfriedhof – (830 m) – Gern – (1007 m) – Rotkreuzplatz – (1102 m) – Maillingerstraße – (878 m) – Stiglmaierplatz – (1071 m) – Hauptbahnhof – (905 m) – Sendlinger Tor – (746 m) – Fraunhoferstraße – (1116 m) – Kolumbusplatz – (711 m) – Silberhornstraße – (553 m) – Untersbergstraße – (654 m) – Giesing – (1280 m) – Karl-Preis-Platz – (868 m) – Innsbrucker Ring – (982 m) – Michaelibad – (1708 m) – Quiddestraße – (778 m) – Neuperlach Zentrum |
| U8    | nur samstags: Olympiazentrum – (944 m) – Petuelring – (832 m) – Scheidplatz – (1103 m) – Hohenzollernplatz – (756 m) – Josephsplatz – (513 m) – Theresienstraße – (730 m) – Königsplatz – (583 m) – Hauptbahnhof – (905 m) – Sendlinger Tor – (746 m) – Fraunhoferstraße – (1116 m) – Kolumbusplatz – (711 m) – Silberhornstraße – (553 m) – Untersbergstraße – (654 m) – Giesing – (1280 m) – Karl-Preis-Platz – (868 m) – Innsbrucker Ring – (982 m) – Michaelibad – (1708 m) – Quiddestraße – (778 m) – Neuperlach Zentrum |

## Straßenbahn und Bus
Im Westen des Sendlinger-Tor-Platzes befindet sich eine Straßenbahnhaltestelle, von deren Plattformen Abgänge direkt ins Sperrengeschoss führen. Während die Linien 16, 17 und 18 den Platz von der Sonnenstraße kommend überqueren und in der Müllerstraße weiterfahren, haben die Linien 27 und 28 hier ihre Endstation in einer Wendeschleife.
Die Buslinie 52 endet am Sendlinger Tor in einer Häuserblockschleife, außerdem hält hier die Linie 62.

## Modernisierung
Vom 22. März 2017 bis 12. Dezember 2023 wurde der komplette U-Bahnhof grundlegend modernisiert, renoviert und erweitert. Unter anderem wurden für die untere Ebene zwei neue Ausgänge geschaffen, von denen einer zum bestehenden Sperrengeschoss und einer bis zur Oberfläche an der Wallstraße führt. Der zentrale Umstiegsbereich wurde außerdem durch Neu- und Umbau der Treppenanlagen und Rückbau von Betriebsräumen entzerrt. Zudem wurden die Bahnsteige angehoben, um die Barrierefreiheit beim Ein- und Ausstieg zu verbessern. Auch das Sperrengeschoss wurde aufwendig umgestaltet. Im Übrigen erhielt der Bahnhof ein Farbkonzept mit Gelb- und Blautönen.
Am 4. November 2020 wurde an der Sonnenstraße der erste neue Zugang eröffnet. Die größten Umbaumaßnahmen wurden im Dezember 2023 mit der Fertigstellung des Sperrengeschosses abgeschlossen, Restarbeiten am Bahnsteig der Linien U1 und U2 erfolgen noch bis Mitte 2024.